# Cecidomyia atricapilla
Cecidomyia atricapilla är en tvåvingeart som först beskrevs av Camillo Rondani 1869.  Cecidomyia atricapilla ingår i släktet Cecidomyia och familjen gallmyggor.
Artens utbredningsområde är Italien. Inga underarter finns listade i Catalogue of Life.